# Tarjeta XQD

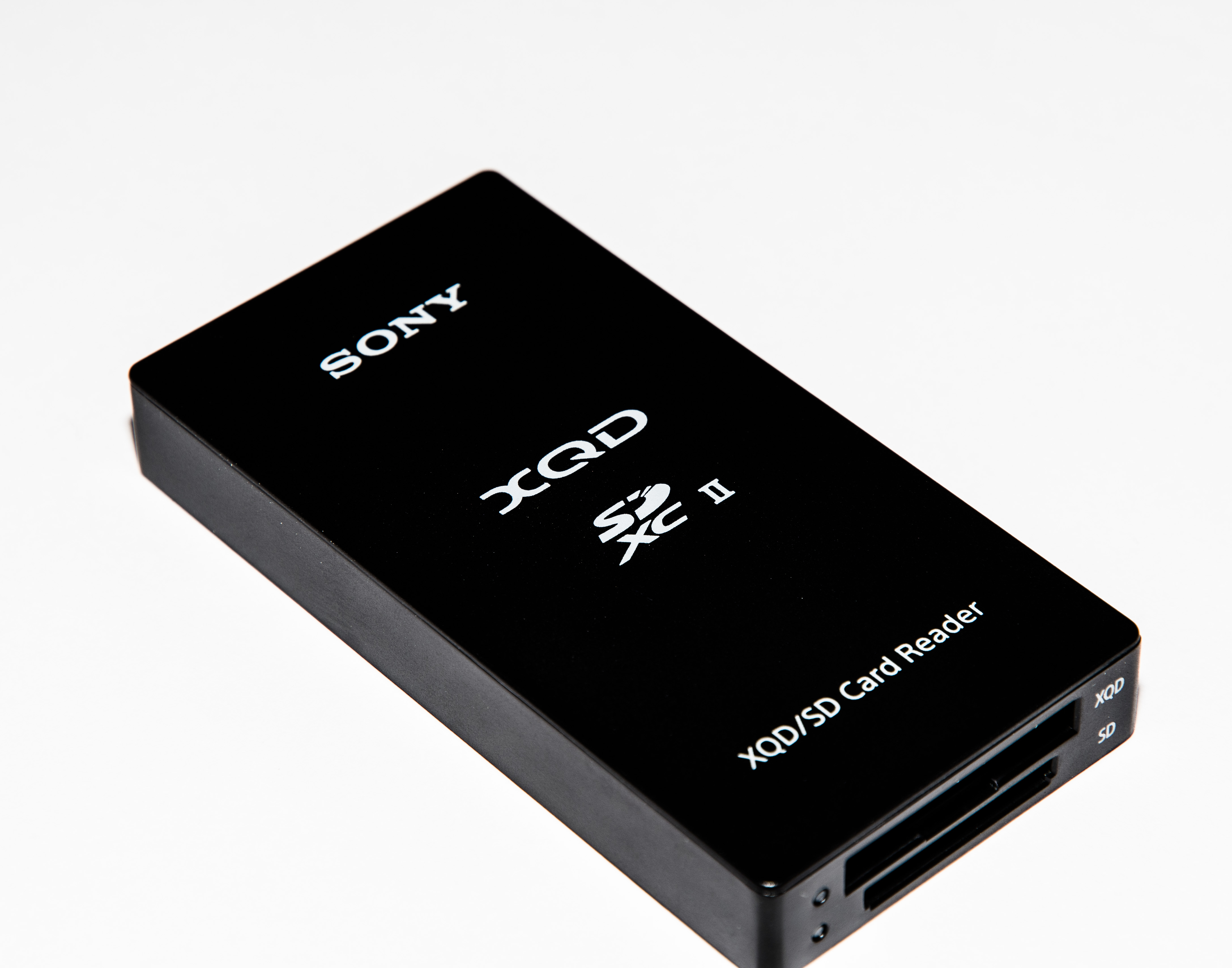
Un lector de tarjetas XQD de Sony

XQD es un formato de tarjeta de memoria desarrollado para tarjetas de memoria flash. Utiliza PCI Express como interfaz de transferencia de datos.
El formato está dirigido a videocámaras de alta definición y cámaras digitales de alta resolución. Ofrece velocidades de lectura y escritura objetivos desde 1 Gbit/s (0.125 GB/s) a aproximadamente 4 Gbit/s (0.5 GB/s) y capacidades de almacenamiento más allá de 2 TB.
Estas tarjetas no son retrocompatibles con las tarjetas CompactFlash o CFast. XQD y CFast fueron diseñados como un reemplazo del estándar CompactFlash de 16 años de antigüedad (en el 2010).
El formato fue anunciado por primera vez en noviembre de 2010 por SanDisk, Sony y Nikon, y fue tomado inmediatamente por la CompactFlash Association para su desarrollo.  La especificaciones finales fueron anunciadas en diciembre de 2011.
La versión 2.0 de XQD fue anunciada en junio de 2012, con soporte para PCI Express 3.0 con velocidades de transferencia de hasta 8 Gbit/s (1 GB/s).

## Historia y soporte
En enero de 2012, la primera tarjeta XQD fue anunciada por Sony, declarando una velocidad de lectura y escritura de 1 Gbit/s. En julio de 2012, Lexar (propiedad en ese momento de Micron) anunció planes para soportar el formato el XQD.
Desde 2012, SanDisk y Kingston no habían anunciado planes para producir tarjetas XQD.
A finales de 2018, Lexar – para entonces bajo una nueva propiedad –  anunció que descontinuaría el soporte para el formato XQD en favor de CFexpress, citando problemas de control, licencias y disponibilidad de productos.

## Apoyo de las empresas
Sony ha dicho que sus videocámaras de transmisión (XDCAM y XDCAM EX) soportarán las tarjetas XQD.  Para sus productos de transmisión, la tarjeta XQD se clasificará como un medio secundario ya que XQD se basa en tecnología para el consumidor final. No obstante, las tarjetas soportarán el formato de calidad de transmisión MPEG HD422 50 Mbit/s. El 4 de septiembre de 2013, Sony lanzó el PXW-Z100, Una cámara 4K para prosumers que graba en tarjetas XQD.
Nikon soporta tarjetas XQD en sus nuevas cámaras réflex digitales de alta gama y cámara sin espejo: Nikon D4, Nikon D4s, Nikon D5, Nikon D850, Nikon D500 y Nikon Z6 y la Nikon Z7.
El sistema de cámara de la Phase one XF IQ4 (tres cuerpos) admite tarjetas XQD.

## Sucesor
El 7 de septiembre de 2016, el CFA anunció el sucesor de XQD, CFexpress. Este nuevo estándar utiliza el mismo factor de forma e interfaz, pero utiliza el protocolo NVMe para velocidades más altas, latencias más bajas y menor consumo de energía.